# Turfschip

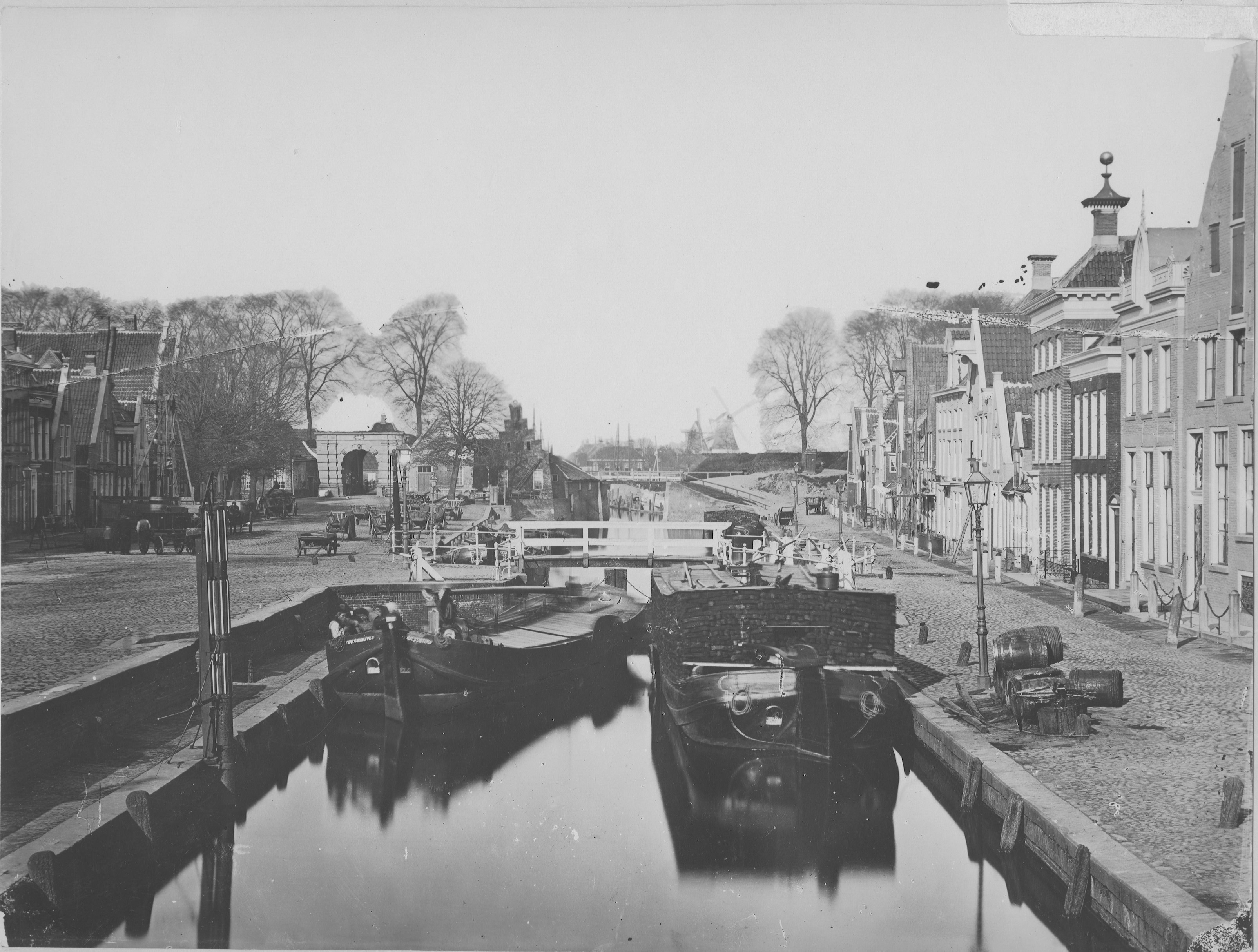
Volgeladen turfschip op het Damsterdiep (rechts) in de stad Groningen (1874)

Een turfschip is een schip dat turf vervoert.
Turfschepen hebben bestaan in vele soorten en afmetingen. Dit kwam doordat de turfvaarten in breedte en diepte verschilden. Er waren bovendien regionale verschillen, terwijl de turfvaart ook eeuwenlang heeft standgehouden, hetgeen ook tijdgebonden vernieuwingen met zich meebracht. Bovendien werd de turf vaak overgeladen van kleinere op grotere schepen, wanneer men op een bredere waterweg terechtkwam. De meeste turfschepen behoorden tot de Zuid-Hollandse bouworde.
- De aalman was een scheepstype dat in de Hollandse veengebieden gebruikelijk was in de 16e en 17e eeuw. Het schip had een ruim van 7 m³, waarin 1,5 ton turf kon worden geladen. Als deklast kon nog maximaal 3,5 ton turf worden vervoerd.
- De pont of schouw was een groter schip, waarmee 5 à 15 ton turf kon worden vervoerd. Dit type schip werd gebruikt voor de grotere afstanden.
- Het wijtschip of sammoureus was een groot schip. Het kon 15 tot 30 ton turf bevatten en werd gebruikt door Vlaamse en Brabantse schippers.
- De pleyt was een Brabants schip dat een capaciteit had van 4,3 ton turf in het ruim, en daarbij nog 8,5 ton turf als deklast.
- De Hoogeveense praam was een soort standaardtype, in gebruik in Noord-Nederland. Men kende de geboeide en de ongeboeide Hoogeveense praam. De geboeide variant was groter en had een hoger gangboord, wat hem geschikt maakte voor het bevaren van de Zuiderzee. Men bracht turf naar de steenfabrieken en nam baksteen of grind als retourvracht mee terug

In de 2e helft van de 19e eeuw kwamen ook tjalken met een laadvermogen van 50 ton in zwang.
Bij deze waarden is uitgegaan van de omrekening van een turfton naar 50 kg, zie veenmaten.

## Externe bron
- Turfschip